# Gertrude Mukangango
Gertrude Mukangango je katolická jeptiška odsouzená v Belgii za účast na genocidě ve Rwandě. Jako představená kláštera nechala vyhnat uprchlíky z kmene Tutsi, kteří se v něm skrývali, přestože věděla, co se s nimi stane.
Vatikán uznal, že se provinila proti evangelickým povinnostem, ale nad rozsudkem vyjádřil překvapení. Kněží vyvíjeli tlak na některé z jeptišek, které proti ní svědčily.
Jeptišky z kmene Tutsi vypověděly, že po celou dobu masakrů spolupracovala s milicí Interhamwe, uprchlíky označovala jako špínu a ze žebříku kontrolovala, jestli se jejich rodinní příslušníci neskrývají na střeše.